# 亨德利 (內布拉斯加州)
亨德利（英語：Hendley）是位於美國內布拉斯加州富爾納斯縣的村。

## 人口
根據2020年美國人口普查的數據，亨德利的面積為0.55平方千米，皆為陸地。當地共有人口20人，而人口密度為每平方千米36人。